# Python vert
Morelia viridis
Espèce
Synonymes
- Python viridis Schlegel, 1872
- Chondropython azureus Meyer, 1874
- Chondropython pulcher Sauvage, 1878
- Chondropython viridis (Schlegel, 1872)
- Chondropython viridis adelynhoserae Hoser 2009
- Chondropython viridis shireenae Hoser 2003

Statut de conservation UICN

 LC  : Préoccupation mineure
Statut CITES
Répartition géographique
Le Python vert (Morelia viridis) est une espèce de serpents de la famille des Pythonidae. Il est également appelé Python arboricole vert australien, Python arboricole vert ou Serpent Émeraude (en raison de sa couleur de peau à l'âge adulte).

## Répartition
Cette espèce se rencontre :
- Indonésie
  - dans les îles Raja Ampat sur l'île de Gag ;
  - dans les îles Aru ;
- Nouvelle-Guinée ;
- Australie, dans le nord-est du Queensland

## Description
Ce python vert arboricole est caractérisé par un corps relativement mince. La queue relativement longue représente environ 14 % de sa longueur totale. La tête est large. Au repos, il s'enroule sur une branche dans une posture distinctive, montrant son museau. Le museau est large et angulaire ; le corps est de section triangulaire avec une arête visible.
L'espèce atteint généralement une longueur totale de 150  à   180 cm, mais les grandes femelles peuvent atteindre 200 cm. La taille varie également selon la région d'origine.
Le poids dépend fortement de l'état nutritionnel de l'animal. Les mâles peuvent peser de 1 100  à   1 400 g, les femelles jusqu'à 1 600 g. Les plus gros spécimens sont des femelles qui, comme la plupart des serpents, sont légèrement plus grandes et plus lourdes que les mâles et peuvent atteindre jusqu'à 2 200 g.
Le python vert est un serpent constricteur arboricole ovipare. C'est un animal essentiellement nocturne qui se nourrit de rongeurs et d'oiseaux qu'il chasse depuis une branche plus basse la nuit.

## Habitat
Morelia viridis vit dans la forêt tropicale, ou aux abords de clairières de son aire de répartition. On le rencontre jusqu'à des hauteurs de 2000 mètres d'altitude.

## Alimentation
Le régime alimentaire de Morelia viridis se compose principalement d'oiseaux, de chauve-souris, d'autres petits mammifères et parfois de reptiles. Toutefois, Switak[réf. nécessaire] a mené des travaux de terrain sur la question des oiseaux : en examinant le contenu de l'estomac de plus de 1000 animaux, il n'a trouvé aucune preuve de ce type de proies.

### Technique de chasse
Quand tombe la nuit, après avoir passé sa journée lové sur une branche, ce python descend sur une branche plus basse où il adopte, à l'affût, une posture de « S ». Grâce à ses fossettes thermosensibles, dès qu'il repère une proie, retenu par sa queue préhensile, il jaillit en un éclair sur son repas.

## Reproduction

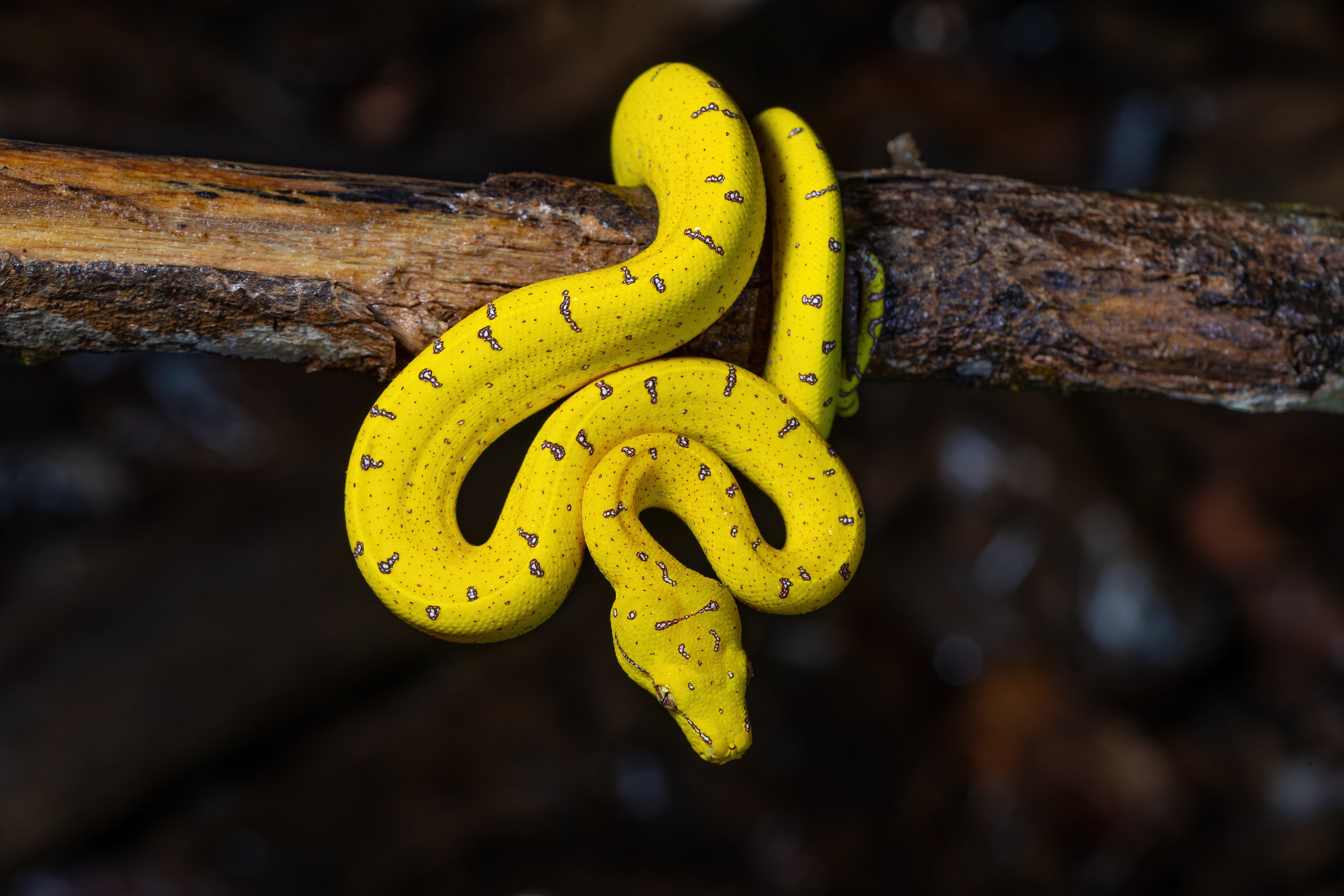
Un jeune et jaune python vert près de Lockhart (Australie). Janvier 2022.

Morelia viridis est une espèce ovipare. La femelle pond entre 6 et 32 œufs, pour une incubation allant de 40 à 65 jours. À la naissance, lors de l'éclosion, les juvéniles sont de couleur jaune ou rouge. Ils prendront leur couleur définitive d’adulte entre le 6 mois et 1 an.

## Croisement
Des cas d'hybridations entre cette espèce et sa cousine Morelia spilota ont été rapportés.

## Menace
Morelia viridis est probablement l'une des espèces de serpents les plus recherchées par les collectionneurs terrariophiles[réf. nécessaire]. Bien qu'il se reproduise en captivité, il est encore trop souvent braconné. À ce fléau s'ajoute la dégradation de son habitat comme la déforestation, la culture sur brulis ou encore la chasse.

## Galerie

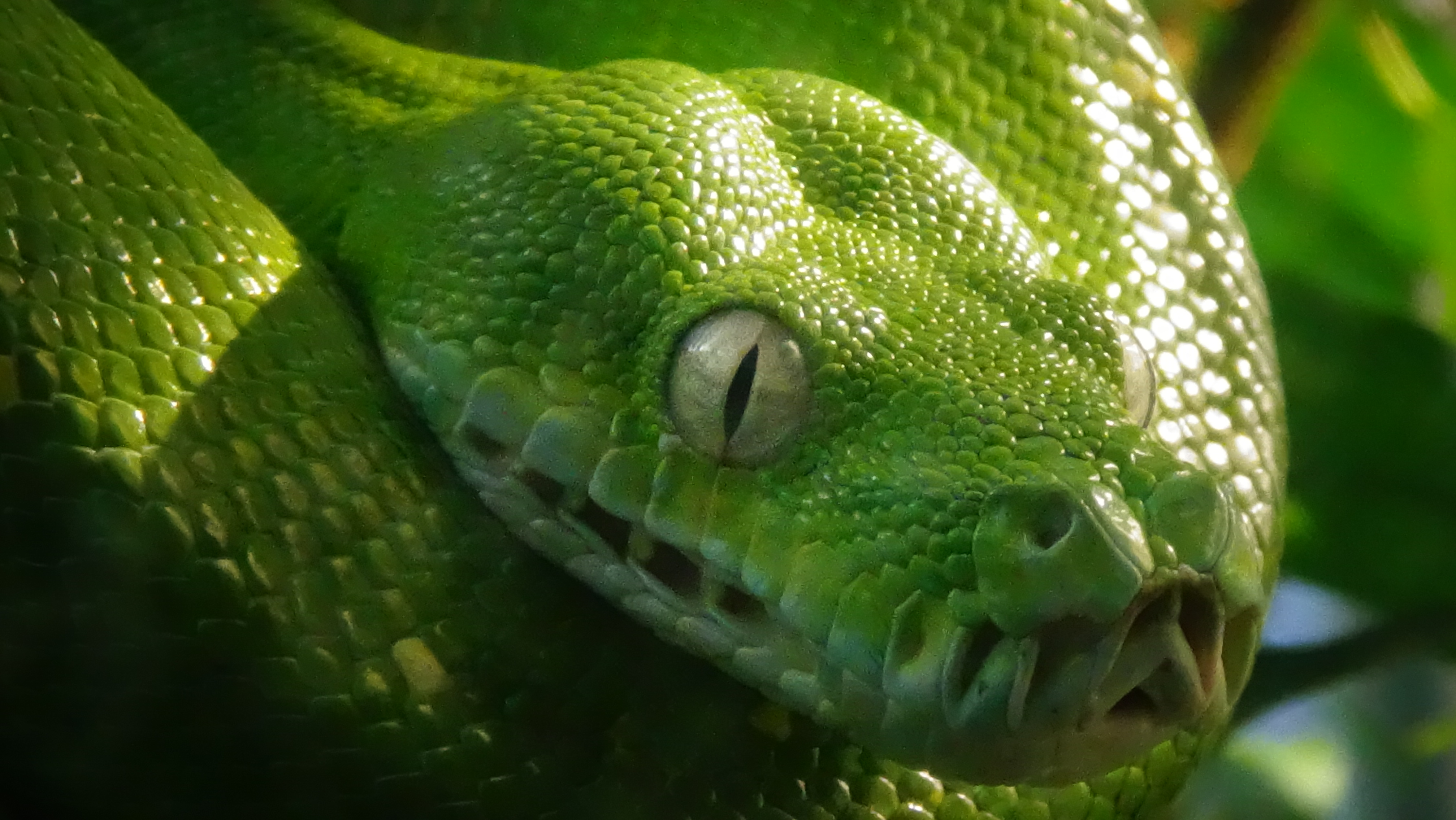
Ménagerie du jardin des plantes - Paris/France
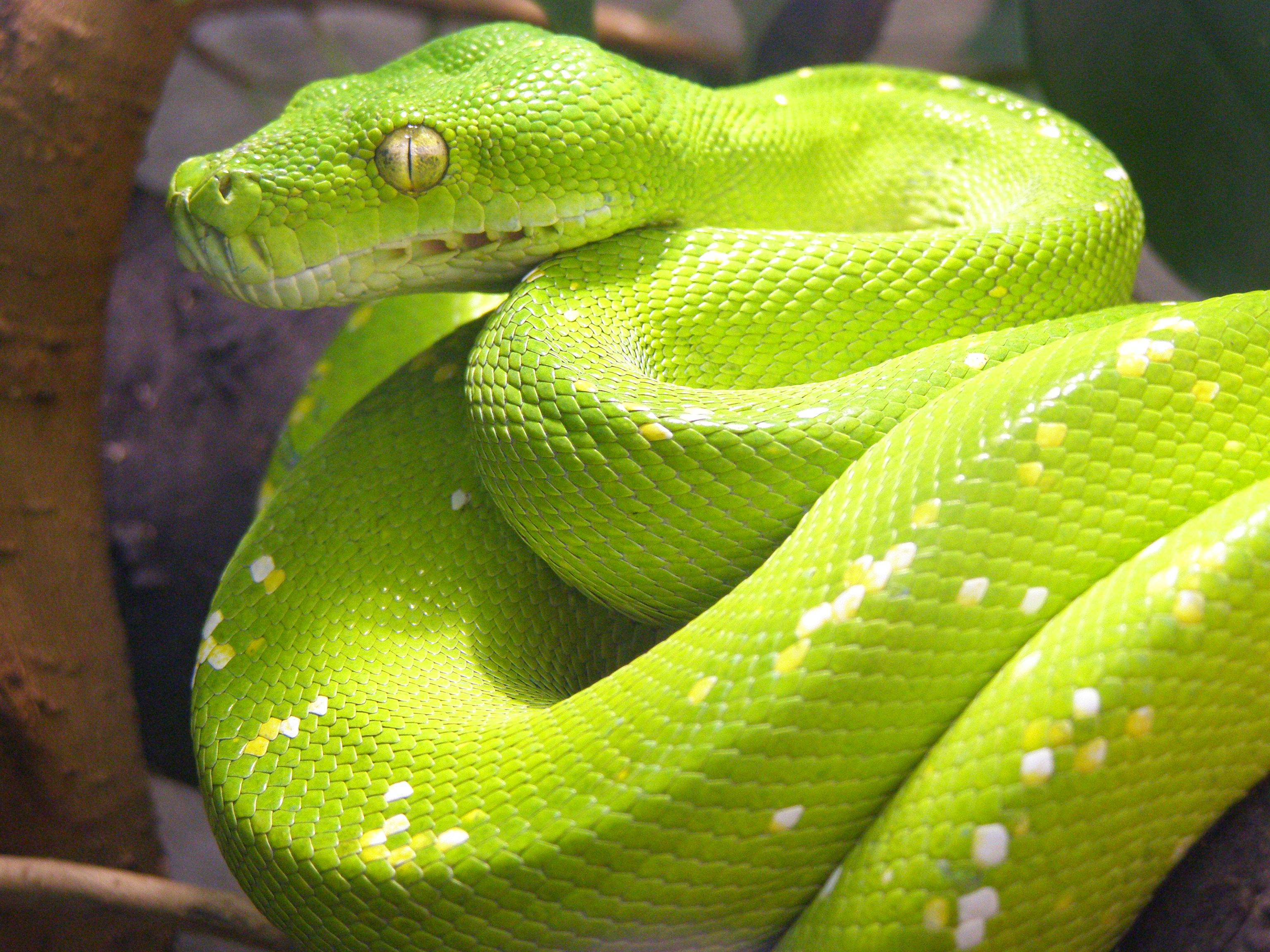
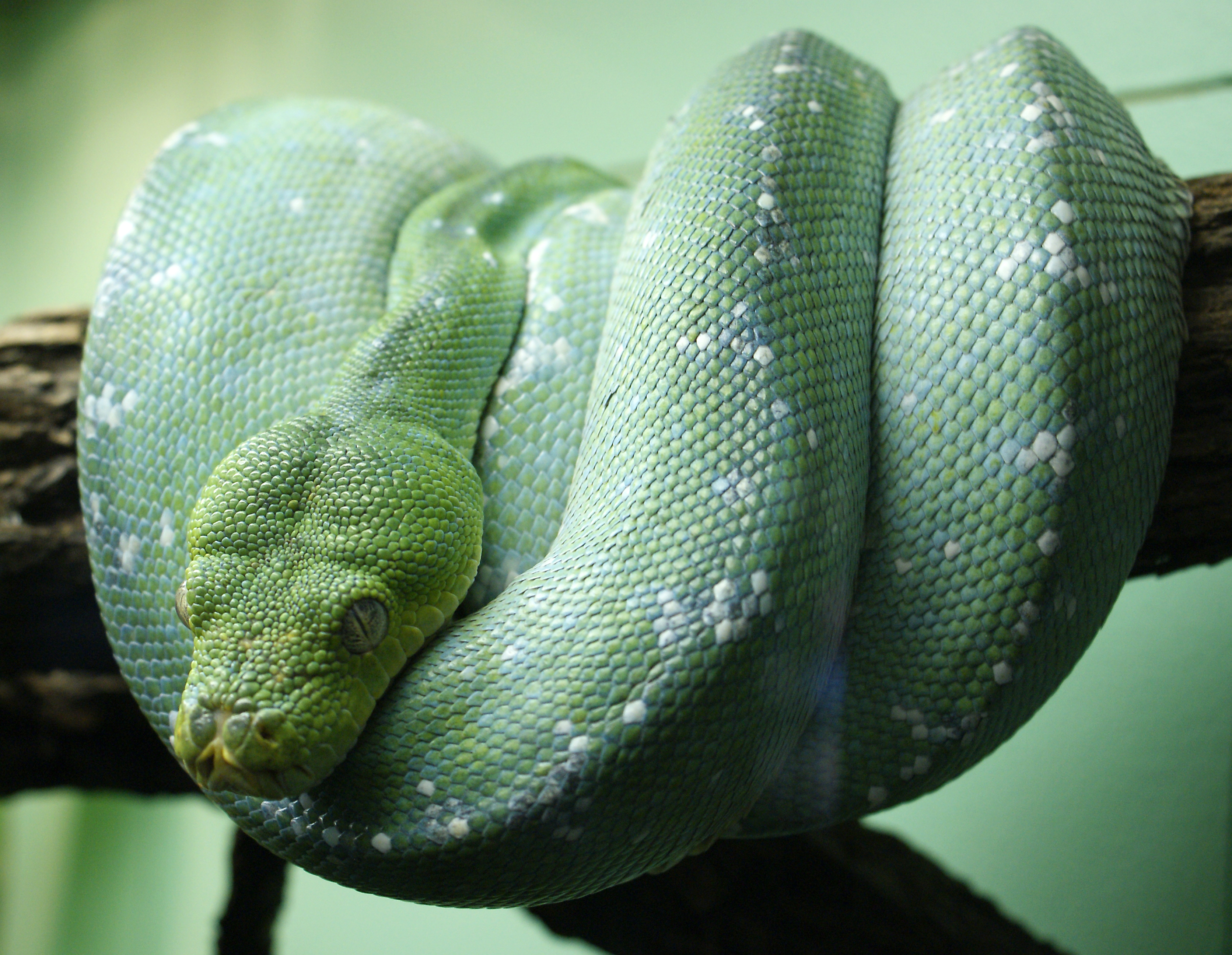
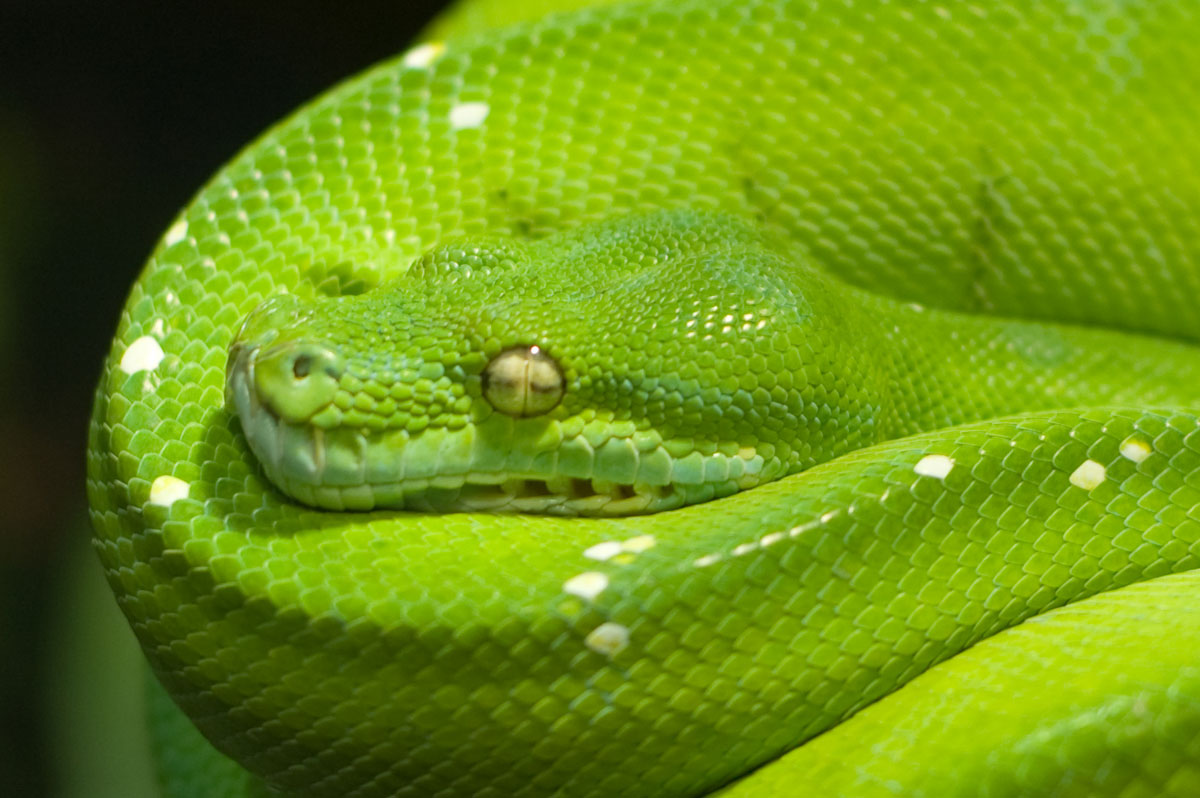
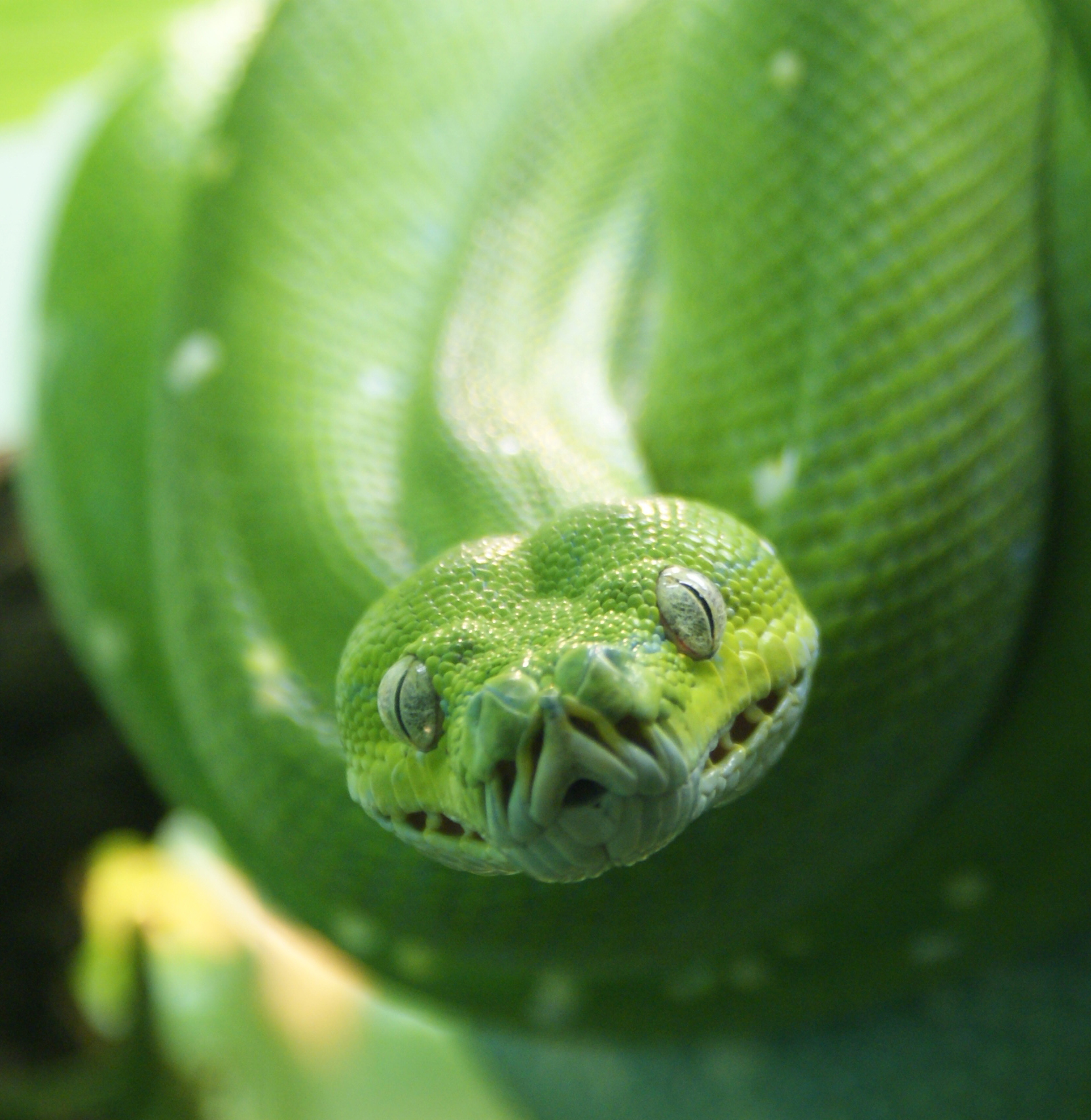
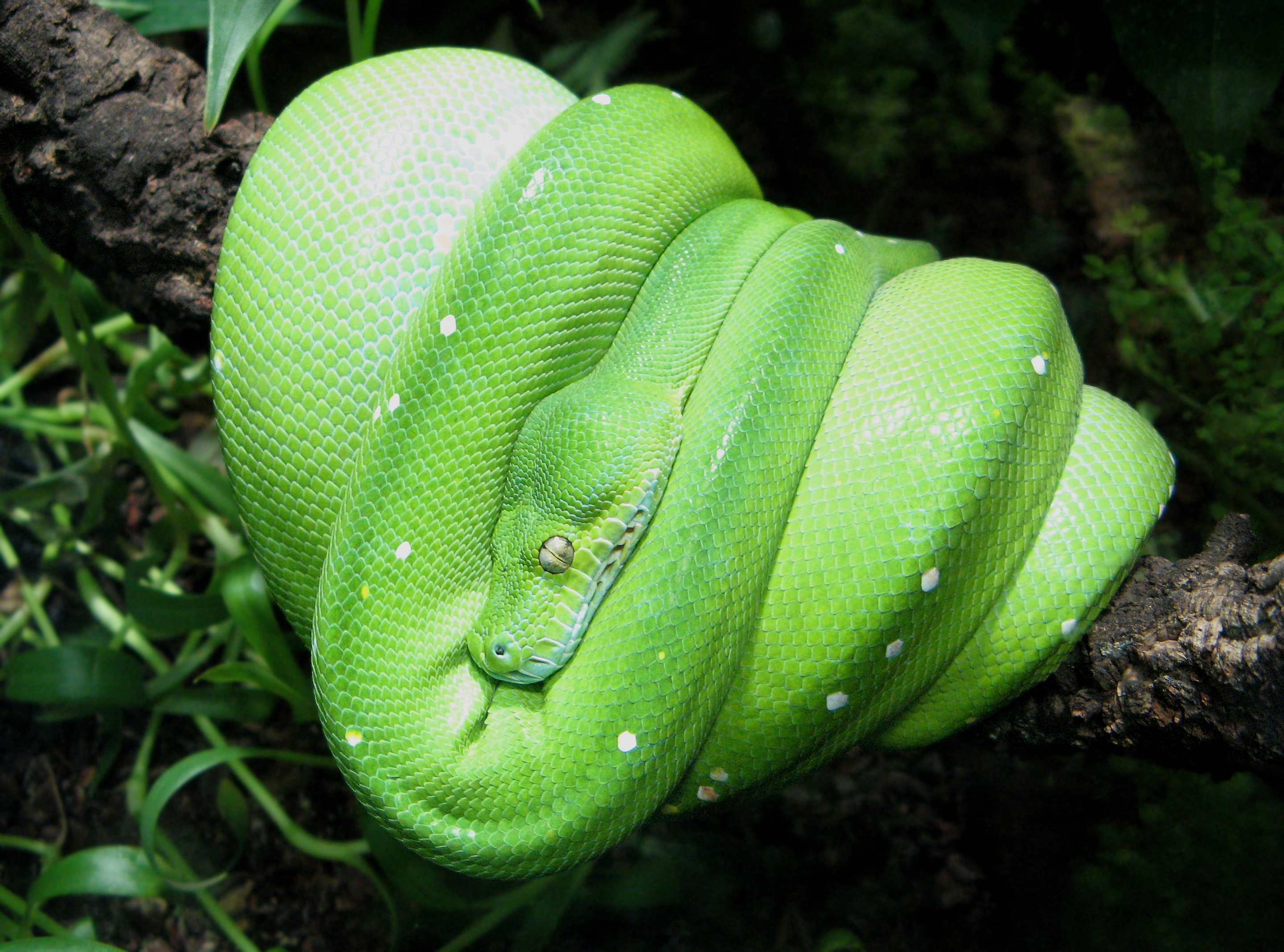
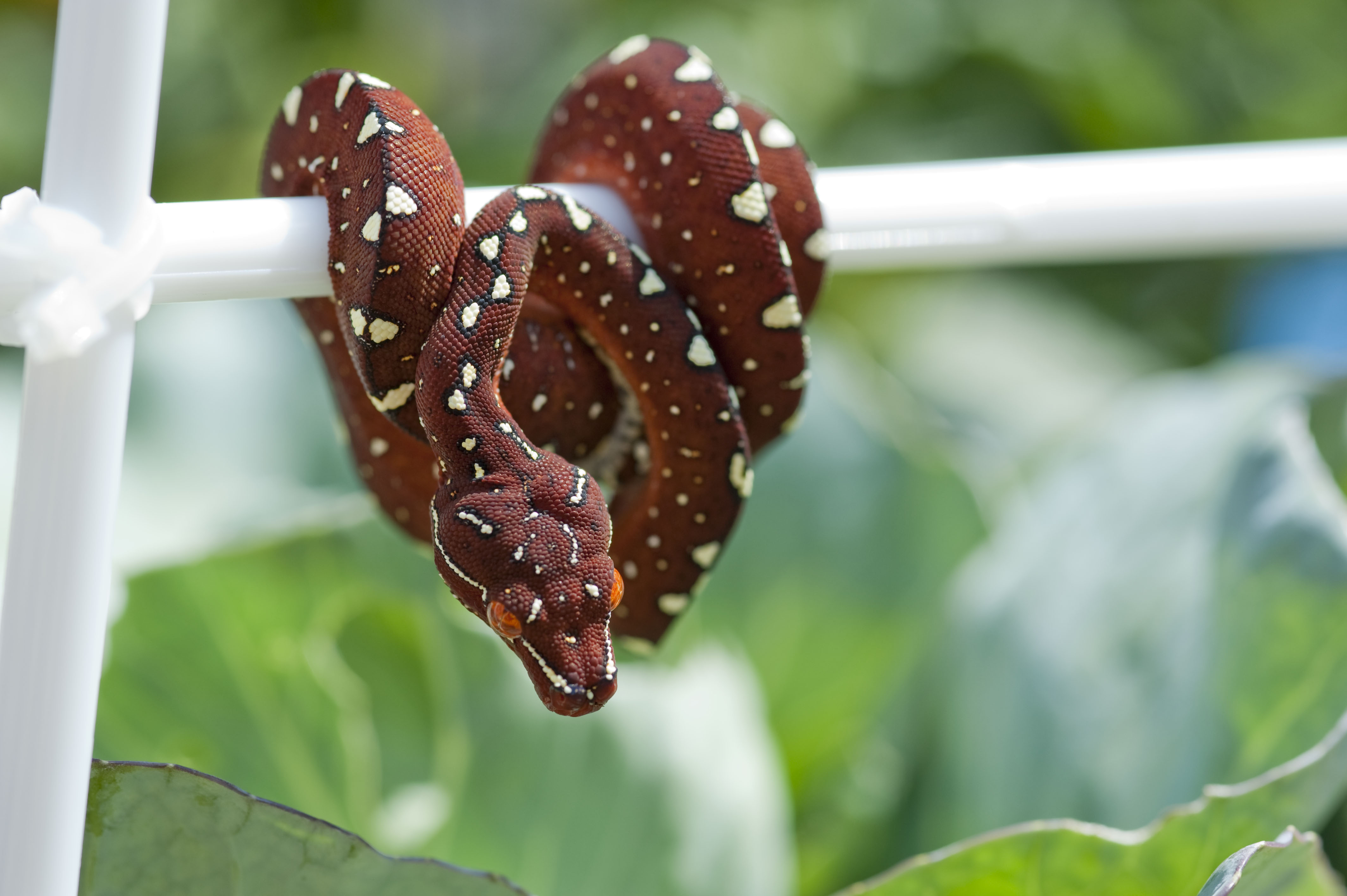
jeune de couleur rougeâtre
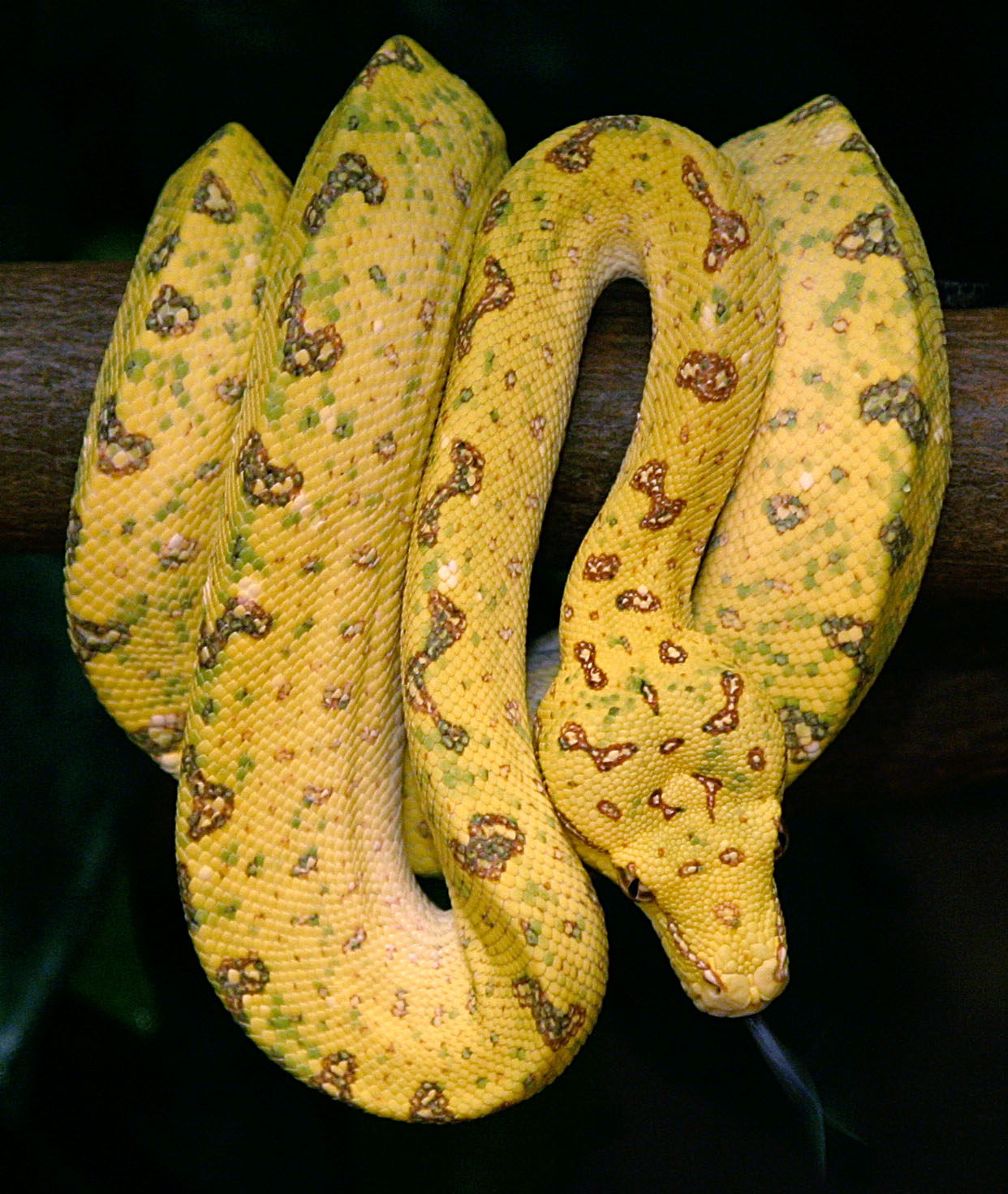
jeune de couleur jaunâtre
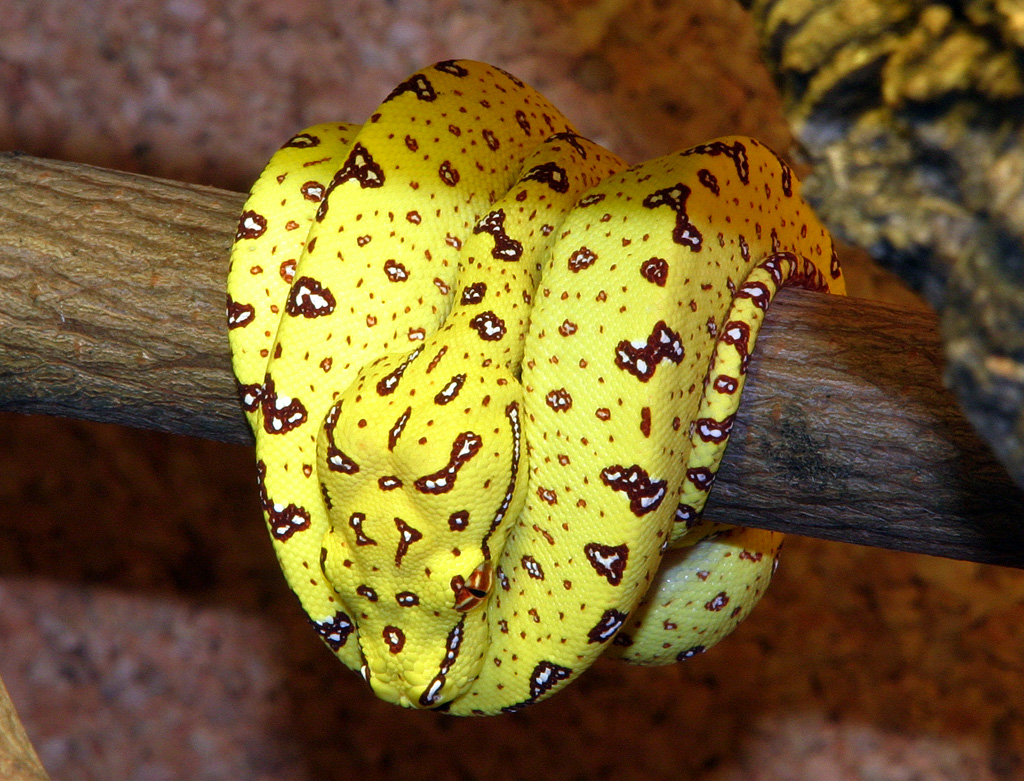
jeune de couleur jaunâtre
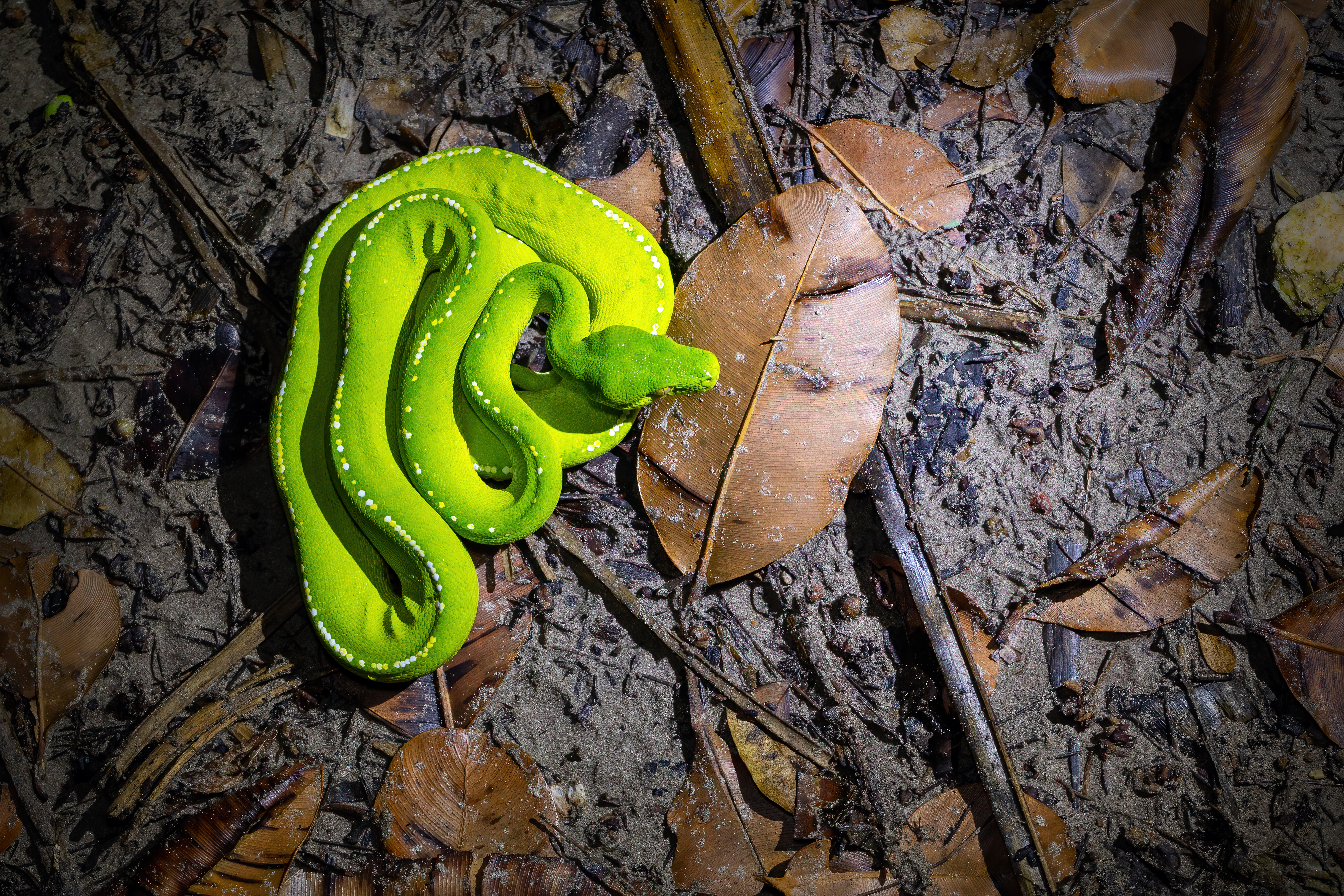
Python vert (Morelia viridis ssp. shireenae) près de la Lockhart River (Queensland) (en), Australie. Janvier 2022.

## Publication originale
- Schlegel, 1872 : De Dierentuin van het Koninklijk zoölogisch Genootschap Natura Artis Magistra te Amsterdam, Reptilia. Amsterdam, p. 1-64.